# Daniele Rugani
Daniele Rugani (Sesto di Moriano, 29 april 1994) is een Italiaans voetballer die doorgaans als centrale verdediger speelt. Hij stroomde in 2012 door vanuit de jeugdopleiding van Juventus, dat hem in het seizoen 2024/25 verhuurde aan AFC Ajax. Rugani debuteerde in 2016 in het Italiaans voetbalelftal.

## Clubcarrière

### Empoli
Rugani verruilde in 2012 de jeugdopleiding van Empoli voor de jeugdopleiding van landskampioen Juventus. Een jaar later keerde hij op huurbasis terug bij Empoli. Bij de club maakte Rugani op 24 augustus 2013 zijn debuut in de met 3–1 gewonnen wedstrijd tegen AS Latina. Zeven maanden later, op 22 maart 2014, maakte hij in het thuisduel tegen Reggina Calcio (4–0) zijn eerste doelpunt voor de club (en gaf tevens een assist op een medespeler); een maand later maakte hij zijn tweede en laatste doelpunt van het seizoen tegen Spezia (2–0). Met Empoli dwong Rugani in het seizoen 2013/14 als basisspeler promotie af naar de Serie A. De huurperiode werd daarop in juni 2014 met een jaar verlengd. Hij speelde 40 van de 42 competitiewedstrijden. In het seizoen 2014/15 speelde Rugani weliswaar 38 en dus minder competitieduels; in de Serie A trof Empoli echter niet 21, maar 19 opponenten en dus speelde hij alle wedstrijden in de Serie A 2014/15. Hij miste geen minuut speeltijd en was daarmee de enige voetballer in de Italiaanse competitie die dat presteerde.

### Juventus
Juventus kocht in februari 2015 Rugani volledig af; hij was nog voor de helft in het bezit van Empoli. Met de afkoop keerde hij na afloop van het seizoen definitief terug naar Turijn. Met de club werd hij vijf seizoenen achter elkaar kampioen van de Serie A. In het seizoen 2017/18 had hij daar het meeste aandeel in: hij speelde toen 22 competitiewedstrijden, maar zag in die periode altijd Leonardo Bonucci en Giorgio Chiellini boven zich in de pikorde. 
Voor het seizoen 2020/21 liet hij zich daarom verhuren aan Stade Rennes, waar hij in een halfjaar tijd mede door blessures slechts twee wedstrijden zou spelen. Hij werd in de winter teruggehaald en opnieuw verhuurd, ditmaal aan Cagliari. Hier was hij wel basisspeler, maar dat was hij slechts een halfjaar, tot hij terugkeerde bij Juventus. Daar speelde hij nog drie seizoenen, vooral als invaller en reservespeler.

### Ajax
In de zomer van 2024 huurde Ajax Rugani voor een seizoen van Juventus. Bij Ajax was hij reserve achter de centrumverdedigers Josip Šutalo en Youri Baas. Het enige doelpunt dat Rugani in dienst van Ajax scoorde was een kopbal vanuit een hoekschop (assist Branco van den Boomen) in de gewonnen bekerwedstrijd tegen SC Telstar (2-0) op 19 december 2024. Op woensdag 21 mei 2025 heeft Rugani zijn vertrek bij Ajax via Instagram aangekondigd, hij keert weer terug bij Juventus. In totaal heeft hij 26 wedstrijden gespeeld voor Ajax.

## Clubstatistieken
| Seizoen         | Club            | Competitie      | Competitie | Competitie | Beker | Beker | Internationaal | Internationaal | Totaal | Totaal |
| Seizoen         | Club            | Competitie      | Wed.       | Dlp.       | Wed.  | Dlp.  | Wed.           | Dlp.           | Wed.   | Dlp.   |
| --------------- | --------------- | --------------- | ---------- | ---------- | ----- | ----- | -------------- | -------------- | ------ | ------ |
| 2013/14         | → Empoli        | Serie B         | 40         | 2          | 2     | 0     | –              | –              | 42     | 2      |
| 2014/15         | → Empoli        | Serie A         | 38         | 3          | 1     | 0     | –              | –              | 39     | 3      |
| 2015/16         | Juventus        | Serie A         | 17         | 0          | 3     | 0     | 1              | 0              | 21     | 0      |
| 2016/17         | Juventus        | Serie A         | 15         | 2          | 3     | 0     | 2              | 1              | 20     | 3      |
| 2017/18         | Juventus        | Serie A         | 22         | 2          | 2     | 0     | 2              | 0              | 26     | 2      |
| 2018/19         | Juventus        | Serie A         | 15         | 2          | 1     | 0     | 4              | 0              | 20     | 2      |
| 2019/20         | Juventus        | Serie A         | 10         | 0          | 2     | 0     | 2              | 0              | 14     | 0      |
| 2020/21         | → Stade Rennes  | Ligue 1         | 1          | 0          | 0     | 0     | 1              | 0              | 2      | 0      |
| 2020/21         | → Cagliari      | Serie A         | 16         | 1          | 0     | 0     | –              | –              | 16     | 1      |
| 2021/22         | Juventus        | Serie A         | 12         | 0          | 2     | 1     | 4              | 0              | 18     | 1      |
| 2022/23         | Juventus        | Serie A         | 9          | 0          | 1     | 0     | 1              | 0              | 11     | 0      |
| 2023/24         | Juventus        | Serie A         | 17         | 2          | 1     | 1     | –              | –              | 18     | 3      |
| 2024/25         | → Ajax          | Eredivisie      | 15         | 0          | 2     | 1     | 9              | 0              | 26     | 1      |
| Carrière totaal | Carrière totaal | Carrière totaal | 227        | 14         | 20    | 3     | 25             | 1              | 273    | 18     |

## Interlandcarrière
Daniele Rugani doorliep tussen 2010 en 2014 alle jeugdniveaus van het Italiaans voetbalelftal, van Italië –17 tot Italië –21. Op 5 maart 2014 maakte hij zijn debuut in het elftal onder 21, Jong Italië, in een EK-kwalificatiewedstrijd tegen Noord-Ierland. In het duel was Rugani een van de doelpuntenmakers (eindstand 2–0). De bondscoach van het Italiaans voetbalelftal, Antonio Conte, riep hem in november 2014 op voor de wedstrijd in het kwalificatietoernooi voor het EK 2016 tegen Kroatië en de vriendschappelijke interland tegen Albanië. Verdediger Emiliano Moretti (Torino FC) en middenvelders Andrea Bertolacci (Genoa CFC) en Roberto Soriano (US Sampdoria) kregen ook hun eerste oproep voor het nationaal elftal van Italië. Rugani bleef bij beide wedstrijden zitten op de reservebank, net als Bertolacci.
Op 23 mei 2016 werd Rugani opgenomen in de voorselectie voor het EK 2016 in Frankrijk, nog zonder interlands achter zijn naam. Onder leiding van de pas aangestelde bondscoach Giampiero Ventura maakte Rugani zijn debuut voor de Italiaanse A-ploeg op donderdag 1 september 2016 in de vriendschappelijke wedstrijd in Bari tegen Frankrijk (1-3). Hij viel in dat duel in de rust in voor veteraan Daniele De Rossi. Andere debutanten bij de Azzurri waren Gianluigi Donnarumma (AC Milan) en Andrea Belotti (Torino).

## Erelijst
| Kampioen Serie A | 5x | 2015/16, 2016/17, 2017/18, 2018/19, 2019/20 |
| Coppa Italia     | 3x | 2015/16, 2016/17, 2017/18                   |
| Supercoppa       | 2x | 2015, 2018                                  |